# اودا نوبویوشی (۲)
اودا نوبویوشی (به ژاپنی: 織田 信吉 おだ のぶよし) (مرگ ۱۶۰۹ میلادی) یک سامورایی در دوره ادو، دهمین پسر اودا نوبوناگا بود. برادر بزرگتر او نیز اودا نوبویوشی نام دارد اما طرز نوشتن نام این دو شخص به کانجی متفاوت است. او توسط تویوتومی هیده‌یوشی به فرزندی پذیرفته شد.

## خانواده
- پدر: اودا نوبوناگا (۱۵۳۶–۱۵۸۲)
- برادران:
  - اودا نوبوتادا (۱۵۵۷–۱۵۸۲)
  - اودا نوبوکاتسو (۱۵۵۸–۱۶۳۰)
  - اودا نوبوتاکا (۱۵۵۸–۱۵۸۳)
  - هاشیبا هیده‌کاتسو  (۱۵۶۷–۱۵۸۵)
  - اودا کاتسوناگا‏(۱۵۶۸–۱۵۸۲)
  - اودا نوبوهیده (۱۵۷۱–۱۵۹۷)
  - اودا نوبوتاکا (۱۵۷۶–۱۶۰۲)
  - اودا نوبویوشی (۱۵۷۳–۱۶۱۵)
  - اودا نوبوسادا (۱۵۷۴–۱۶۲۴)
  - اودا نوبویوشی (مرگ ۱۶۰۹)
  - اودا ناگاتسوگو (مرگ ۱۶۰۰)
  - اودا نوبوماسا (۱۵۵۴–۱۶۴۷)
- خواهران:
  - توکوهیمه (۱۵۵۹–۱۶۳۶)
  - فویوهیمه (۱۵۶۱–۱۶۴۱)
  - هیده‌کو (مرگ ۱۶۳۲)
  - ای هیمه (۱۵۷۴–۱۶۲۳)
  - هون‌این
  - سان نو مارو دونو (مرگ ۱۶۰۳)
  - تسورهیمه (همسر ناکاگاوا هیده‌ماسا)